# Plomári
Plomári (grec moderne : Πλωμάρι) est un village de la côte sud de l'île de Lesbos, qui comptait 3 673 habitants au recensement de 2001. Il constituait jusqu'en 2010 une municipalité du même nom, englobant plusieurs hameaux alentour (Akrasi, Ambeliko, Megalochori, Neohori, Plagia et Trigonas) pour une population de 6 698 habitants. À l'entrée en vigueur de la réforme du gouvernement local de 2011, il perd son statut de municipalité et est intégré au dème de Lesbos, dont il devient une unité municipale. Depuis 2019, il est rattaché au dème de Mytilène à la suite de la suppression du dème unique de Lesbos dans le cadre du programme Clisthène I.

## Géographie
Situé à une quarantaine de kilomètres de la ville de Mytilène, la principale ville de l'île, le village s'étale en amphithéâtre au bord de la mer et de part et d'autre de la rivière Sédounda. Il compte plusieurs plages : Amoudéli petite plage au cœur du village, Mélinda plus éloignée et sauvage et Agios Isidoros plus touristique.

## Histoire
Plomári est un village relativement récent, apparu au milieu du XIXe siècle. À cette époque, les habitants de la bourgade de Megalochóri (Μεγαλοχώρι) situé en altitude et à une dizaine de kilomètres quittèrent leur village pour s'installer dans l'actuel Plomári, selon les conseils attribués par la tradition locale à un célèbre enfant du pays, Benjamin de Lesbos. Ce départ était motivé d'une part par une série d'incendies qui ravagèrent Megalochóri trois années de suite en 1841, 1842 et 1843 et d'autre part par le sentiment de sécurité né de la fin progressive des incursions de pirates sur les rives de Méditerranée.
Par la suite, Megalochóri se dépeupla jusqu'à ne devenir qu'un hameau au sein de la commune de Plomári. En revanche, dans le nouveau village, les conditions de vie en bord de mer étaient très favorables et jusqu'aux années 1920, Plomári connut un remarquable développement tant industriel que commercial. La construction navale locale ainsi que la fabrication de savon mais aussi la production d'huile d'olive et d'ouzo participèrent à cet essor fondé sur le commerce avec les côtes d'Asie mineure.
La Grande Catastrophe signa la fin de cette prospérité en mettant un terme aux échanges commerciaux et financiers avec les côtes désormais sous contrôle turc. S'ensuivit une longue période de crise au cours de laquelle de nombreux habitants émigrèrent vers l'Australie, l'Afrique du Sud ou l'Amérique.